# Агарвал, Лакшми
Лакшми Агарвал (род. 1 июня 1990, Нью-Дели) — индианка, пережившая в 15 лет кислотную атаку, борец за права жертв кислотных атак и телеведущая. Лакшми — основательница и президент Фонда Лакшми, неправительственной организации, помогающей жертвам кислотных атак. Она бывший директор фонда Chhanv.
В 2019 году она за свою кампанию «Остановим продажу кислоты» была удостоена Международной премии за расширение прав и возможностей женщин от Министерства по делам женщин и развития детей, Министерства питьевой воды и санитарии и ЮНИСЕФ. В 2014 году она получила Международную женскую премию за отвагу.
На её жизни основан Фильм «Брызги», в её роли снялась Дипика Падуконе.

## Ранняя жизнь и нападение
Лакшми родилась в Нью-Дели. В 2005 году Лакшми было 15 лет, и она училась в 11 классе. К ней подошёл Наим Хан, мужчина 32 лет, работающий по соседству. Он сделал Лакшми предложение, но она отвергла его. Она никому об этом не рассказала, потому что семья обвинила бы её и не дала бы ей учиться. Спустя десять месяцев в 10:45 утра Лакшми возвращалась с рынка Хан и снова получила предложение руки и сердца от Наима. Она не ответила. Вскоре Наим и его старший брат Камран напали на неё и облили кислотой. Камран, ехавший сзади на мотоцикле, позвал Лакшми по имени. Когда Лакшми обернулась, Наим плеснул ей в лицо с заднего сиденья. Лакшми потеряла сознание, а придя в себя, попыталась идти и звать на помощь, но попала в несколько дорожно-транспортных происшествий. Мужчина по имени Арун Сингх вызвал полицию, но он увидел, что её кожа плавится от кислоты, и понял, что если ждать помощь, то может оказаться слишком поздно. Кто-то другой плеснул ей на лицо водой, надеясь уменьшить ожоги; в результате кислота стекла вниз и обожгла ей шею. Арун посадил её на заднее сиденье своей машины (привело к появлению прожогов в чехлах) и отвёз в больницу доктора Рама Манохара Лохии, куда сразу же приехала полиция. Затем Арун расспросил Лакшми о её семье и о том, где она живёт. Он добрался до её дома, сообщил об инциденте её семье и отвез их к Лакшми. Она перенесла несколько операций, включая операцию на глазах. Наим Хан был арестован и позднее приговорен к десяти годам тюремного заключения.

## Судебное разбирательство в Верховном суде по вопросам общественных интересов
В 2006 году Агарвал подала в Верховный суд Индии иск о защите общественных интересов, требуя разработки нового закона или внесения поправок в существующие уголовные законы (такие как Уголовный кодекс Индии, Закон о доказательствах Индии и Уголовно-процессуальный кодекс) для рассмотрения преступлений нападения с применением кислоты, а также требуя компенсации. Она призвала ввести полный запрет на продажу кислоты, сославшись на растущее число случаев подобных нападений на женщин по всей стране.
В ходе слушаний Центр заверил суд, что будет сотрудничать с правительствами штатов с целью принятия закона, регулирующего продажу кислот, и разработки политики лечения, компенсации, ухода и реабилитации жертв нападений. Однако, когда Центр не смог разработать план, суд раскритиковал правительство за отсутствие серьёзного отношения и предупредил, что вмешается и примет постановления, если правительство не разработает политику по ограничению продажи кислоты в целях предотвращения химических атак.
В 2013 году Верховный суд вынес решение в пользу Агарвал, тем самым создав новый набор ограничений на продажу кислоты в Индии. Согласно новым правилам, кислота не может быть продана лицам моложе 18 лет, а покупатель обязан предоставить удостоверение личности с фотографией. Суд также вынес распоряжения, которым необходимо следовать в отношении медицинского лечения, последующего ухода, реабилитации и компенсации жертвам кислотных атак.

## В популярной культуре
В 2014 году Лакшми снялась в роли самой себя в короткометражном документальном фильме Newborns режиссёра Мегхи Рамасвами.
На истории жизни Агарвал основан фильм «Брызги», который вышел в прокат 10 января 2020 года. В фильме Лакшми играет актриса Дипика Падуконе.